# Amorosi
Amorosi (Amërusë in campano) è un comune italiano di 2 640 abitanti della provincia di Benevento in Campania.

## Geografia fisica
Amorosi è situata in pianura ed è estesa a forma di croce sulla sponda sinistra del fiume Volturno e sulla destra del fiume Calore Irpino. Il territorio comunale risulta compreso fra i 34 e gli 85 m s.l.m., con un'escursione altimetrica pari a 51 metri.

## Storia
Il paese, di origine tardomedievale, fu fondato probabilmente da alcuni superstiti di Telesia scampati alla distruzione del terremoto del 1349 che provocò la fuoriuscita di vapori sulfurei e rese l'aria rarefatta e malsana.
Non è chiara l'etimologia del paese: l'ipotesi più plausibile è che derivi da un nobile longobardo di nome Amoroso. In documenti medievali veniva chiamato con il nome di Amerusii.
Fu feudo prima dei Gaetani e poi dei Colonna.
Nel 1596 contava circa centocinquanta abitanti.
Successivamente passò ai Caracciolo che nel 1672 ottennero il titolo di marchesi di Amorosi.
Il terremoto del 5 giugno 1688 danneggiò il paese.
L'8 aprile 1734 vi pernottò - ospite dei Caracciolo - Carlo III di Borbone durante la sua conquista del Regno di Napoli. Alla venuta del Borbone è legato, tra l'altro, il nome di via Paribella, così definita per il modo in cui era stata addobbata.
Nel 1772 divenne proprietà della famiglia Piscitelli di Cerreto Sannita.
Nel 1852 passò per Amorosi anche Ferdinando II per stabilire la costruzione di un ponte sul fiume Calore Irpino.
Nel 1860 durante la battaglia del Volturno fu sede del comando dell'esercito borbonico, ospitando a più riprese truppe borboniche e garibaldine interessate ad azioni militari lungo la linea Caiazzo - Ponti della Valle.
Dal 1861 fa parte della provincia di Benevento.
Durante la seconda guerra mondiale fu bombardata dagli americani alle ore 14,45 del 29 settembre 1943. Gli obiettivi di tale incursione aerea erano i ponti Calore e Volturno, la sede del commando tedesco installata in uno dei Palazzi storici del paese e l'aerodromo. Durante il bombardamento un aereo statunitense fu abbattuto dalla contraerei tedesca sita nel paese, quattro soldati statunitensi morirono nelle fiamme mentre altri quattro furono catturati dai tedeschi come prigionieri. Il 14 ottobre 1943 la città fu liberata dalla Quinta Armata americana. Durante la loro fuga, i soldati tedeschi incendiarono il palazzo Piscitelli ed il palazzo Chianese, edifici storici della città, e inoltre, anche i ponti sul Calore Irpino e sul Volturno, mancati obiettivi degli americani, furono abbattuti dalle mine tedesche. La città fu sede anche di un contingente di genieri inglesi dell'VIII Armata, i quali avevano il compito di rimuovere gli ordigni, e inoltre, in poco tempo, montarono un ponte di ferro sui piloni diroccati del Calore, ripristinando così la ferrovia Napoli-Foggia. Nell'autunno del 1944 si stanziò in città un contingente di soldati italiani del Battaglione San Marco, il quale lasciò la città nella primavera del 1945. Alla fine della seconda guerra mondiale, Amorosi sarà il comune con più vittime e danni materiali in ambito provinciale.

### Simboli
Lo stemma e il gonfalone sono stati concessi con decreto del presidente della Repubblica del 30 ottobre 1992.
Il gonfalone è un drappo di giallo.

## Monumenti e luoghi d'interesse

### Chiesa di San Michele Arcangelo

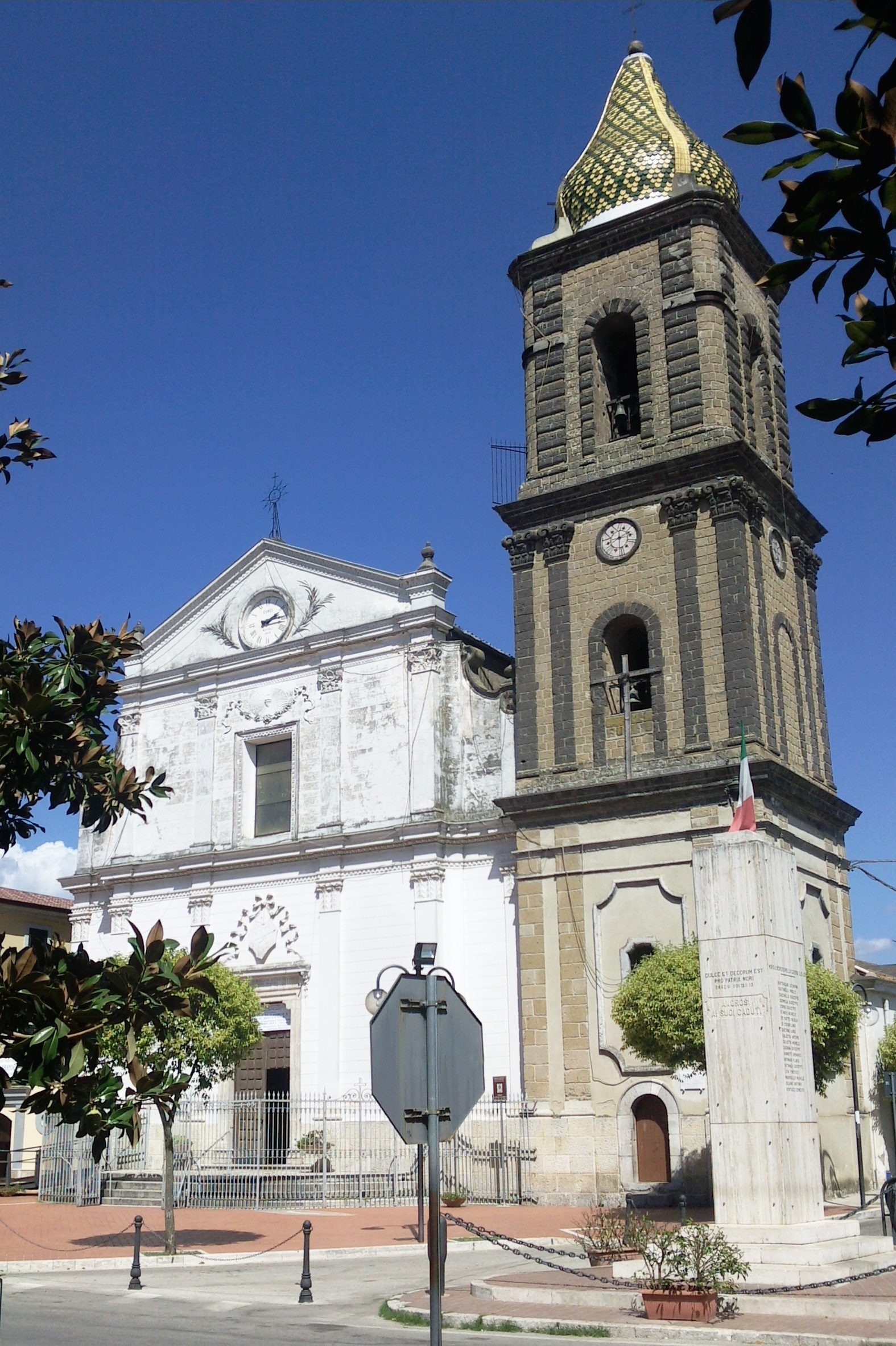
La facciata della chiesa e il campanile

Sita nel centro del paese, è la chiesa parrocchiale di Amorosi.
La facciata, realizzata nel XVIII secolo, presenta un solo portale di ingresso ed è affiancata da un bel campanile settecentesco a tre ordini, caratterizzato dalla bicromia del tufo grigio e del tufo giallo. Nella parte terminale presenta un cupolino rivestito da embrici maiolicati gialli e verdi.
Al suo interno sono custodite pregevoli opere d'arte prevalentemente dei secoli XVIII e XIX.
Di notevole interesse sono la pala della Madonna del Rosario e il dipinto raffigurante San Michele Arcangelo che uccide il diavolo.

### Palazzo Piscitelli
Soprannominato "palazzo della Camera Marchesale", palazzo Piscitelli è un palazzo marchesale, spesso dimora dei feudatari ed attualmente di proprietà della famiglia Piscitelli.

### Palazzo Maturi
Costruito nel 1775, Palazzo Maturi è stato acquisito dal Comune di Amorosi nel 2006 ed è stato spesso utilizzato per mostre e manifestazioni. Il 16 marzo 2014, dopo un lungo ed accurato restauro, è stato inaugurato dinnanzi alla comunità amorosina. Il palazzo è stato adibito a Casa Comunale ed ospiterà in maniera permanente il Polo Culturale e Museale della Fondazione "Allori", inaugurato il 17 marzo 2014.
Il polo è sito in un'ala del palazzo, accogliendo un'importantissima collezione di immagini e cimeli della Storia d'Italia dalla fine dell'800 al 2000: si tratta di un patrimonio inedito composto da fondi, archivi, testimonianze, cimeli garibaldini appartenuti a Bettino Craxi. La Fondazione Allori aveva chiesto uno spazio espositivo a Roma ed era stata contattata da Parigi e altre città per ospitare la Mostra permanente, ma la scelta è caduta su Amorosi, come Comunità del Sud, vista anche la rappresentatività del Palazzo che la ospiterà.
Accanto al palazzo è sita la cappella della famiglia Maturi, anch'essa costruita nel 1775.

## Società

### Evoluzione demografica
Abitanti censiti

### Etnie e minoranze straniere
Al 31 dicembre 2020 risultano 73 cittadini stranieri residenti nel comune, pari al 5,77 % della popolazione. I gruppi più rilevanti sono:
1. Romania: 34 (3,03 %)
2. Polonia: 9 (0,80 %)
3. Cina: 8 (0,71 %)
4. Algeria: 5 (0,44 %)
5. India: 5 (0,44 %)
6. Ucraina: 4 (0,35 %)

## Cultura

### Cinema
Nel 1955 fu uno dei luoghi dove venne girato il film "La bella mugnaia" di Mario Camerini con Sophia Loren, Marcello Mastroianni e Vittorio De Sica.

## Economia
Ha una superficie agricola utilizzata di ettari 770,56 la quale viene usata principalmente per la coltivazione di grano.

## Infrastrutture e trasporti
In località "Stazione" è sita la stazione ferroviaria di Amorosi-Melizzano, sulla linea Napoli-Foggia, costruita nel 1886-87 dal comune con una spesa di lire tredicimila. Un tempo sede di un buon movimento viaggiatori e merci, oggi è ridotta a semplice fermata. Il servizio è attualmente limitato solo ai treni regionali.

## Amministrazione
Di seguito l'elenco dei sindaci di Amorosi.
| Nome              | Carica  | Inizio mandato | Fine mandato   | Partito                          | Elezioni   |
| ----------------- | ------- | -------------- | -------------- | -------------------------------- | ---------- |
| Michele Riccio    | sindaco | maggio 1980    | aprile 1985    | Lista civica                     | 1980       |
| Mario Lepore      | sindaco | 14 maggio 1985 | 8 maggio 1990  |                                  | 1985       |
| Giuseppe Di Cerbo | sindaco | 8 maggio 1990  | 14 giugno 1999 |                                  | 1990, 1994 |
| Luigi Della Morte | sindaco | 14 giugno 1999 | 8 giugno 2009  |                                  | 1999, 2004 |
| Giuseppe Di Cerbo | sindaco | 8 giugno 2009  | 27 maggio 2019 | Viviamorosi (lista civica)       | 2009, 2014 |
| Carmine Cacchillo | sindaco | 27 maggio 2019 | in carica      | Per Amorosi unita (lista civica) | 2019, 2024 |

### Altre informazioni amministrative
Il comune fa parte dell'Unione dei comuni Città Telesina.

## Sport
Gli sport praticati maggiormente sono:
Calcio: la squadra cittadina è l'Associazione Sportiva Amorosi 1926, che milita nel campionato II Categoria e disputa le gare interne allo stadio Comunale "Salvatore Natale".
Bocce: Bocciodromo Comunale Amorosi
Padel: Acquara Sport